# 유재필
유재필(1992년 12월 8일 ~ )는 대한민국의 희극 배우 겸 가수이자 리포터이다.

## 출연작

### 방송
- 웃찾사 (SBS)
  - 대디 & 대디
  - 꿈에
  - 재채기 휘날리며
  - 모란봉 홈쇼핑
- 본격연예 한밤 (SBS) 리포터
- 호구의 연애 (MBC)
- 생생 정보마당 (MBN)

## 음반
2018년 9월 1집 싱글앨범 <인싸 되는 법> 발매
2019년 9월 6일 2집 싱글앨범 <클라쓰 (Class)> 발매